# Zoran Janković (fotbollsspelare)
Zoran Janković, född 8 februari 1974 i Inđija, är en Serbienfödd bulgarisk fotbollstränare och tidigare spelare (anfallare). Han ingick i Bulgariens landslag i Europamästerskapet i fotboll 2004.